# Elafieten
De Elafieten (Elafitski otoci) zijn een eilandengroep in de Adriatische Zee tegenover de historische Dalmatische stad Dubrovnik.

## De naam
De naam van de archipel is afgeleid van het Griekse elaphos, dat hert betekent. De naam is te danken aan de vorm van de eilanden, waarvan de uitlopers (rots- en grotachtige formaties) op geweien lijken die zich over het water van Dubrovnik uitspreiden.

## De eilanden
Los van de vele riffen en rotsen bestaan de Elafieten uit acht grotere en vijf kleinere eilanden. Alleen Koločep, Lopud en Šipan zijn permanent bewoond. De overige eilanden zijn Daksa, Sveti Andrija, Ruda, Mišnjak, Jakljan, Kosmec, Goleč, Crkvine, Tajan en Olipa.